# Aptesis messor
Aptesis messor är en stekelart som beskrevs av Jonaitis 1981. Aptesis messor ingår i släktet Aptesis och familjen brokparasitsteklar. Inga underarter finns listade.